# Гулій Володимир Макарович
Гулій Володимир Макарович (2 червня 1921, Омськ, РРФСР — 29 жовтня 1975, Іршанськ, УРСР) — український радянський гірничий інженер, директор Іршанського гірничо-збагачувального комбінату (1970—1975).

## Біографія
Він народився 2 червня 1921 року у звичайній робітничій сім'ї в місті Омськ. Мав дві сестри та брата. В 1939 році закінчив середню школу, після чого вступив до Гірничо-металургійного інституту в місті Алма-Ата (зараз Алмати). Та доля не дозволила йому закінчити вивчати гірничу справу, адже Володимир Макарович був призваний до лав Радянської армії. Після демобілізації, в жовтні 1945 року, він вступив в Московський інститут кольорових металів та золота, де здобув освіту гірничого інженера.
Його зацікавленість та любов до власної професії підтверджується науковим ступенем кандидата технічних наук, а також низкою наукових праць присвячених підземній розробці рудних копалин в умовах підвищеної пожежної небезпеки.
Професійний шлях спеціаліста бере свій початок у 1946 році у Леніногірському поліметалевому комбінаті, де він працював на посаді начальника гірничої ділянки Соколовського рудника. Його кар'єрні досягнення стрімко підіймались в гору завдяки професіоналізму та відданості власній справі, саме тому дуже швидко Володимир Макарович обійняв посаду головного інженера рудника. У 1956 році був призначений директором Текелійського свинцево-цинкового комбінату у місті Казахстан. З 1966 року очолював Головне управління шахтного будівництва при Міністерстві кольорової металургії (МКМ) СРСР та вже у 1970 році, за особистим проханням, був призначений директором Іршанського гірничо-збагачувального комбінату наказом міністра МКМ.
Необхідно відзначити, що саме він зробив значний внесок у подальший розвиток потужностей комбінату і розширення селища При ньому закінчене будівництво і введені в експлуатацію Лемненський рудник, Палац Культури, нова школа, збудовані Будинок побуту, кафе, готель і ряд інших об'єктів. Селище дуже змінило зовнішній вигляд стало схожим на маленьке місто. Іршанськ став селищем міського типу.
Завдяки його відданості своїй справі Іршанський комбінат запрацював як злагоджений механізм годинника. Зростання випуску ільменітового концентрату та чисельності працівників, а також початок робіт з рекультивації — це лише невелика частина значних досягнень Володимира Макаровича.
На жаль, 29 жовтня 1975 року Володимира Макаровича Гулія не стало. Він так і не встиг втілити в життя ще безліч своїх задумів та планів з вдосконалення ІГЗК та селища. Та пам'ять про його здобутки та велич справ назавжди залишиться у серцях кожного працівника й мешканця селища.

## Вшанування пам'яті
В Іршанську названо вулицю та встановлену меморіальну дошку на будівлі Іршанської селищної ради.